# Église Saint-Sava de Maradik
Pour les articles homonymes, voir Église Saint-Sava.
L'église Saint-Sava de Maradik (en serbe cyrillique : Црква Светог Саве ; en serbe latin : Crkva Svetog Save) est une église orthodoxe serbe située à Maradik en Serbie, dans la municipalité d'Inđija et dans la province de Voïvodine. Construite dans la seconde moitié du XVIIIe siècle, elle est inscrite sur la liste des monuments culturels de grande importance de la république de Serbie (identifiant no SK 1284).

## Présentation
Maradik est situé sur les pentes méridionales du massif de la Fruška gora, à environ 13 kilomètres au nord-ouest d'Inđija. L'église Saint-Sava a été construite dans la seconde moitié du XVIIIe siècle. Elle est constituée d'une nef unique prolongée par un chevet à cinq pans ; à l'ouest elle est dominée par un clocher-tour édifié au XIXe siècle sous la direction de l'architecte Uroš Subotić. Conformément à la tradition de la région, horizontalement, les façades sont rythmées par un socle et par une corniche courant au-dessous du toit ; verticalement, elles sont rythmées par des pilastres.
L'iconostase, qui mêle les styles baroques et rococo, a été sculptée dans la seconde moitié du XVIIIe siècle et peinte en 1776 par Jakov Orfelin, un artiste réputé, originaire de Sremski Karlovci. Sur le trône épiscopal se trouve une icône représentant le Christ et l'église abrite également quelques icônes et peintures attribuées à Teodor Kračun, l'un des plus célèbres peintres baroques serbes du XVIIIe siècle.
L'église a été restaurée en 1980 et des travaux de conservation ont été réalisés sur les peintures en 1982.